# Gentoo Linux
Gentoo este o distribuție Linux, creată de Daniel Robbins, versiunea 1.0 fiind lansată în anul 2002. Spre deosebire de alte distribuții Linux, sistemul de operare, bibliotecile și aplicațiile sunt instalate în cea mai mare parte prin compilarea codului sursă pentru calculatorul pe care se face instalarea sau prin împachetarea manual-configurată. Acest lucru are ca rezultat în majoritatea cazurilor o creștere a performanței sistemului, dar și o durată de instalare mai îndelungată și un nivel de cunoștințe mai ridicat necesar utilizatorului.
Gentoo utilizează un sistem avansat de administrare și instalare a pachetelor, denumit Portage. Proiectul este susținut de fundația non-profit Gentoo Foundation.

## Istoric al versiunilor
- 1.0 - 31 martie 2002
- 1.2 - iunie 2002
- 1.4 - 5 august 2003
- 2004.0 - 1 martie 2004
- 2004.1 - 28 aprilie 2004
- 2004.2 - 26 iulie 2004
- 2004.3 - 15 noiembrie 2004
- 2005.0 - 27 martie 2005
- 2005.1 - 8 august 2005
- 2006.0 - 27 februarie 2006
- 2007.0 - 7 mai 2007
- 2008.0 - 6 iulie 2008
- Săptămânal publicație 22 septembrie 2008